# پارالمپیک زمستانی ۲۰۲۶
بازی‌های پارالمپیک زمستانی میلان-کورتینا ۲۰۲۶ (ایتالیایی: Milano Cortina 2026 Giochi paralimpici invernali)، که همچنین به عنوان پارالمپیک زمستانی ۲۰۲۶ (ایتالیایی: Giochi paralimpici invernali del 2026) و میلان-کورتینا ۲۰۲۶ شناخته می‌شود، یک رویداد چندورزشی بین‌المللی زمستانی برای ورزشکاران با معلولیت است که قرار است از ۶ تا ۱۵ مارس ۲۰۲۶ (۱۵ اسفند ۱۴۰۴) در دو شهر ایتالیایی میلان و کورتینا دآمپِتزو برگزار شود.
این سومین دوره بازی‌های پارالمپیک است که در ایتالیا میزبانی می‌شود، پس از بازی‌های پارالمپیک تابستانی ۱۹۶۰ در رم (که اولین دوره بازی‌های پارالمپیک بود) و بازی‌های پارالمپیک زمستانی ۲۰۰۶ در تورین. این بازی‌ها اولین پارالمپیک از زمان پارالمپیک زمستانی ۱۹۹۲ در تین-آلبرتوویل خواهند بود که به‌طور رسمی چندین شهر میزبان دارند و همچنین اولین پارالمپیک زمستانی از پارالمپیک زمستانی ۲۰۱۰ در ونکوور خواهد بود که آیین گشایش و پایانی در مکان‌های متفاوتی برگزار می‌شود. این بازی‌ها همچنین ۵۰مین سالگرد برگزاری بازی‌های پارالمپیک زمستانی را نیز به مناسبت می‌آورد.

## گزینش میزبان
در اکتبر ۲۰۱۸، کمیته ملی المپیک ایتالیا به‌طور رسمی برنامه‌های خود را برای پیشنهاد میلان و کورتینا دآمپِتزو برای میزبانی بازی‌های پارالمپیک زمستانی ۲۰۲۶ اعلام کرد. این پیشنهاد در مجمع عمومی اتحادیه کمیته‌های ملی المپیک در ۲۸ نوامبر ۲۰۱۸ در توکیو ارائه شد. در نهایت، این دو شهر در تاریخ ۲۴ ژوئن ۲۰۱۹ در نشست ۱۳۴ کمیته بین‌المللی المپیک (IOC) در لوزان، سوئیس به‌عنوان میزبانان بازی‌های پارالمپیک و المپیک زمستانی ۲۰۲۶ انتخاب شدند و پیشنهاد مشترک استکهلم و آووره از سوئد را شکست دادند.
| مناقصه                  | ملت     | آرا |
| ----------------------- | ------- | --- |
| میلان – کورتینا دوامپزو | ایتالیا | ۴۷  |
| استکهلم – آره           | سوئد    | ۳۴  |
| یک رای ممتنع یا سفید    |         |     |

## توسعه و آماده‌سازی

### مراسم واگذاری
مراسم تحویل پرچم پارالمپیک در آیین پایانی پارالمپیک زمستانی ۲۰۲۲ در پکن، چین در تاریخ ۱۳ مارس ۲۰۲۴ برگزار شد. در این مراسم، پرچم پارالمپیک از چن جینینگ، شهردار پکن، به اندرو پارسونز، رئیس کمیته بین‌المللی پارالمپیک (IPC) تحویل داده شد، سپس به آنا اسکاووتسو، معاون شهردار میلان و جیان‌پیترو گدینا، شهردار کورتینا دآمپِتزو منتقل شد.
پس از آن، پرچم پارالمپیک به ایتالیا بازگشت و روز بعد به آنجا رسید. هر دو پرچم المپیک و پارالمپیک در پالاتزیو مارینو به نمایش درآمدند و تا پایان بازی‌های مربوطه در آنجا خواهند ماند.

### رژه مشعل
رژه مشعل برای پارالمپیک زمستانی ۲۰۲۶ از تاریخ ۲۴ فوریه تا ۶ مارس ۲۰۲۶ (۵ تا ۱۵ اسفند ۱۴۰۴) برنامه‌ریزی شده است و ۵۰۱ مشعل‌دار مسافت ۲۰۰۰ کیلومتر را طی خواهند کرد. شعله پارالمپیک در بیمارستان استوک ماندویل در بریتانیا روشن خواهد شد، سپس جشنواره‌های شعله در پنج شهر ایتالیایی برگزار می‌شود. رژه مشعل به کورتینا دآمپِتزو، ونیز و پادووا خواهد رفت و در نهایت در آرنا ورونا به آیین گشایش پارالمپیک زمستانی ۲۰۲۶ ختم خواهد شد.

### داوطلبان
روی هم رفته، ۱۸ هزار داوطلب بخشی از پارالمپیک و المپیک را شامل می‌شوند. درخواست داوطلبی در ۱۹ سپتامبر ۲۰۲۴ آغاز شد. میزان درخواست‌ها تا دسامبر ۲۰۲۴، به حدود ۷۰ هزار رسیده بود.

### بلیت‌فروشی
قیمت بلیت‌های این دوره از بازی‌ها، ۱۰€ برای کودکان کمتر از ۱۴ سال خواهد بود. بیش از ۲۰۰ هزار بلیت نیز کمتر از ۳۵€ قیمت‌گذاری شدند که حدود ۸۹٪ کل بلیت‌های در دسترس است. ثبت‌نام برای پلت‌فرم فروش بلیط در ۴ اکتبر ۲۰۲۴ گشایش یافت. فروش بلیت از مارس ۲۰۲۵ آغاز خواهد شد.

## ورزشگاه‌ها
مکان ورزشگاه‌های استفاده شده در شمال ایتالیا۵ ورزشگاه برای رقابت در پارالمپیک ۲۰۲۶ مورد استفاده قرار خواهند گرفت، به پیوست سه ویلای پارالمپیکی که غیر رقابتی هستند.

### مجموعه‌های میلان
- پالا ایتالیا سانتا جیولیا – پارا هاکی روی یخ
- دهکده المپیک و پارالمپیک میلانو – دهکده پارالمپیک

### مجموعه‌ی وال دی فیمه
- ورزشگاه لاگو دی تزرو کراس کانتری ، تزرو - پارا دوگانه، برای اسکی صحرایی
- دهکده المپیک و پارالمپیک پردازو - دهکده پارالمپیک

### مجموعه‌ی کورتینا
- پیست الیمپیا دله توفان ، کورتینا دامپتزو  – پارا اسکی آلپاین
- کورتینا پارا اسنوبرد پارک – برای اسنوبرد
- استادیوم المپیک یخ (دل گیاچو) ، کورتینا دآمپرتزو – چرخش ویلچر، آیین پایانی
- دهکده المپیک و پارالمپیک کورتینا – دهکده پارالمپیک

### ورونا
- ورونا آرنا – مراسم گشایش

## ورزش‌ها
این دوره از بازی‌های متشکل از ۷۹ رویداد در ۶ رشته ورزشی خواهد بود. یک رویداد مختلط دونفره نیز در بخش کرلینگ با ویلچر برگزار می‌شود.
روی هم رفته ۶۶۵ جایگاه ویژه برای ورزشکاران در دسترس است؛ ۳۲۳ جایگاه برای ورزشکاران مرد، ۱۷۶ جایگاه برای ورزشکاران زن و ۱۶۶ جنسیت آزاد.
- پارا اسکی آلپاین (۳۰) (جزئیات)
- اسکی پارا نوردیک
  -  پارا دوگانه (۱۸) (جزئیات) 
  -  پارا اسکی کراس-کانتری (۲۰) (جزئیات)
- هاکی روی یخ معلولان (۱) (جزئیات)
- پارا اسنوبرد (۸) (جزئیات)
- کرلینگ با ویلچر (۲) (جزئیات)

## تقویم
تقویم این دوره از بازی ها، ۹ دسامبر ۲۰۲۴ منتشر شد. با توجه به تقویم گسترده، این بازی‌ها از ۴ مارس، دو روز پیش از آیین گشایش با دو دور از کرلینگ با ویلچر مختلف دونفره آغاز و در ۱۵ مارس ۲۰۲۶ به پایان می‌رسد.
| OC | آیین گشایش | ● | رویداد مسابقات | ۱ | رویداد نهایی | CC | آیین پایانی |

| مارس ۲۰۲۶               | 04 Wed  | 05 Thu | 06 Fri   | 07 Sat  | 08 Sun | 09 Mon | 10 Tue | 11 Wed  | 12 Thu | 13 Fri   | 14 Sat  | 15 Sun | رویدادها    |
| ----------------------- | ------- | ------ | -------- | ------- | ------ | ------ | ------ | ------- | ------ | -------- | ------- | ------ | ----------- |
| آیین‌ها                  |         |        | OC       |         |        |        |        |         |        |          |         | CC     | —           |
| پارا اسکی آلپاین        |         |        |          | ۶       |        | ۶      | ۶      |         | ۳      | ۳        | ۳       | ۳      | ۳۰          |
| پارا دوگانه             |         |        |          | ۶       |        |        | ۶      |         |        | ۶        |         |        | ۱۸          |
| پارا اسکی کراس کانتری   |         |        |          |         | ۶      |        |        | ۶       |        |          | ۶       | ۲      | ۲۰          |
| پارا هاکی روی یخ        |         |        |          | ●       |        | ●      | ●      |         | ●      | ●        | ●       | ۱      | ۱           |
| پارا اسنوبرد            |         |        |          | ●       | ۴      |        |        |         |        |          | ۴       |        | ۸           |
| کرلینگ با ویلچر         | ●       | ●      | ●        | ●       | ●      | ●      | ●      | ۱       | ●      | ●        | ۱       |        | ۲           |
| رویداد مدال طلای روزانه | ۰       | ۰      | ۰        | ۱۲      | ۱۰     | ۶      | ۱۲     | ۷       | ۳      | ۹        | ۱۴      | ۶      | ۷۹          |
| رویداد طلای کلی         | ۰       | ۰      | ۰        | ۱۲      | ۲۲     | ۲۸     | ۴۰     | ۴۷      | ۵۰     | ۵۹       | ۷۳      | ۷۹     | ۷۹          |
| March 2026              | 04 چهار | 05 پنج | 06 آدینه | 07 شنبه | 08 یک  | 09 دو  | 10 سه  | 11 چهار | 12 پنج | 13 آدینه | 14 شنبه | 15 یک  | کل رویدادها |

### آیین‌ها
آیین گشایش این بازی‌ها در ۶ مارس ۲۰۲۶ در تماشاخانه ورونا در ورونا آغاز می‌شود. براساس برنامه ارائه شده، مراسم پایانی این دوره در ۱۵ مارس ۲۰۲۶ در استادیوم المپیک یخ در کورتینا دآمپتزو برگزار می‌شود.

## تبلیغات

### شگون‌نما
در ۳۰ مارس ۲۰۲۱، در پی یک نظرسنجی عمومی بین دو کاندیدای طراحی شده توسط لندور، یکی از طراحی‌ها که فیوتورا نام داشت به عنوان شگون‌نمای پارالمپیک و المپیک ۲۰۲۶ برگزیده شد. نسخه‌ی پارالمپیک با گرادیان قرمز، آبی و سبز رنگ‌آمیزی شده است تا نمادی از شفق قطبی و رنگ های آگیتوهای پارالمپیک باشد.

### نمادها
رای‌گیری آنلاین در ۲۸ فوریه ۲۰۲۳ از میان فهرستی از کاندیداها برای انتخاب نمادهای المپیک و پارالمپیک برگزار شد که نامزدهای برنده با الهام از قاقم‌ها الهام گرفتند. نام آنها تینا و میلو (برگرفته از اسامی شهرهای میزبان)،  با میلو، طلسم قهوه‌ای، طلسم پارالمپیک. این شخصیت بدون پا به دنیا آمده است و نشان دهنده نبوغ، اراده و خلاقیت است.

## رسانه‌ها
همچون دوره‌های پیشین، سرویس‌های پخش المپیک تغذیه مورد استفاده پخش‌کنندگان را در قلمرو خود تولید خواهند کرد. تا ۳۰۰ ساعت پوشش زنده برای دارندگان حقوق رسانه‌ای ارائه می‌شود، مشابه آنچه در بازی‌های زمستانی پارالمپیک ۲۰۲۲ پکن انجام شد.  در کانادا، پارالمپیک توسط پلتفرم های CBC/Radio-Canada پخش خواهد شد.